# Charlie Hebdo
Charlie Hebdo [ʃaʁli ɛbdo] (Týdeník Charlie) je francouzský satirický časopis publikující kreslené vtipy a seriály, fejetony a zprávy ze světa politiky a kultury. Je silně protinábožensky a levicově orientovaný. Terčem jeho vtipů bývá krajní pravice, katolicismus, islamismus, judaismus, ale také postava „průměrného Francouze“.

## Název
Charlie v názvu týdeníku odkazuje na Charlieho Browna, hlavní postavu amerického komiksu Peanuts, v době vzniku týdeníku to byla rovněž narážka na bývalého francouzského prezidenta Charlese de Gaulla. Hebdo vzniklo zkrácením (apokopa) podstatného jména „hebdomadaire“ (týdeník).

## Činnost

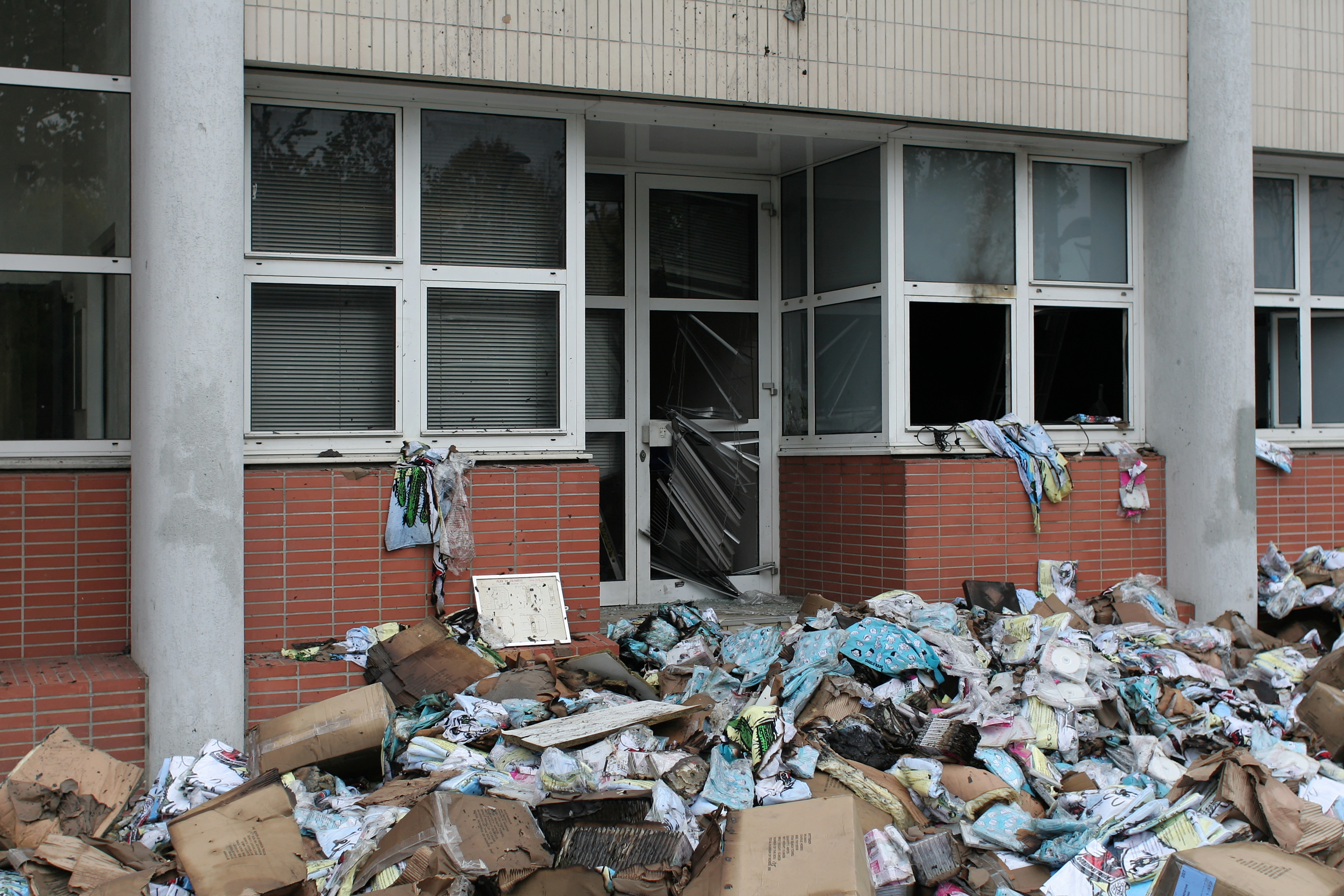
Sídlo redakce po žhářském útoku v roce 2011

Časopis začal vycházet v roce 1970. V roce 1981 zanikl a v roce 1992 byl opět obnoven.
Články byly v minulosti značně kontroverzní. Za sloupek zdůvodňující konverzi k judaismu Sarkozyho mladšího tím, že chce zbohatnout svatbou s bohatou židovkou, byl propuštěn redaktor Siné (2008). Ten byl předtím vyzván k omluvě, kterou odmítl. Nakonec za neoprávněné propuštění z týdeníku vysoudil 90 000 euro.
Jedno z vydání v roce 2011 např. neslo titul Šaría Hebdo s karikaturou proroka Mohameda, což mělo za následek mimo jiné hacknutí jejich webové stránky. V následujícím roce vydal několik dalších karikatur proroka, včetně jeho nahých kreseb. Ty přišly jako reakce na sérii útoků na americké ambasády na Středním východě. Po výhrůžkách, které přišly od různých radikálních islamistů, byla francouzská vláda nucena evakuovat své ambasády ve dvaceti muslimských zemích a sídlo magazínu hlídali policisté.
7. ledna 2015 se redakce časopisu stala terčem teroristického útoku, při němž byl zavražděn šéfredaktor i se svou přidělenou policejní ochranou a řada klíčových redaktorů. Celkem zahynulo dvanáct lidí.
Po havárii letu Kogalymavia 9268, při které zahynulo 224 obětí a která může být teroristickým útokem, Charlie Hebdo publikoval karikatury, které jsou vnímány jako výsměch obětem tragédie. Na jedné z karikatur jsou kusy letadla padající na bojovníka Islámského státu s textem: „Ruské letectvo zesiluje bombardování“. Mluvčí Vladimira Putina nazval karikaturu svatokrádeží a poslanci Státní dumy chtěli zákaz časopisu jako extrémistické literatury a žádali omluvu Francie.

## Film o redakci Charlie Hebdo
V roce 2006 dánské noviny Jyllands-Posten zveřejnily karikatury proroka Mohameda. Následovaly výhrůžky z muslimské komunity. Mnoho evropských periodik karikatury nezveřejnilo v obavách z násilné odvety. Redakce Charlie Hebdo karikatury zveřejnila. Následně byla žalována muslimskými organizacemi za urážku náboženství. Soudní spor chápaný jako spor o svobodu slova redakce vyhrála. O soudním sporu byl natočen dokumentární film C'est dur d'être aimé par des cons (česky Je těžké být milován blbci). Film byl promítán na festivalu Jeden svět v roce 2009 v kině Lucerna v Praze. Po promítání následovala beseda s režisérem snímku Danielem Lecontem a redaktorem Philippem Valem.